# Ampie strutture anulari di Europa
Segue una lista delle ampie strutture anulari presenti sulla superficie di Europa. La nomenclatura di Europa è regolata dall'Unione Astronomica Internazionale; la lista contiene solo formazioni esogeologiche ufficialmente riconosciute da tale istituzione.
Tali strutture di Europa portano i nomi di cerchi di pietre di età celtica.

## Prospetto
| Struttura | Eponimo                                                                           | Latitudine | Longitudine | Diametro |
| --------- | --------------------------------------------------------------------------------- | ---------- | ----------- | -------- |
| Callanish | Callanish - Cerchio di pietre sulle isole Ebridi Esterne.                         | 16,7° S    | 334,5° W    | 107 km   |
| Tyre      | Tiro - Località dove Zeus rapì Europa. Fino al 1997 era classificata come macula. | 33,6° N    | 146,6° W    | 149 km   |